# Ajisari

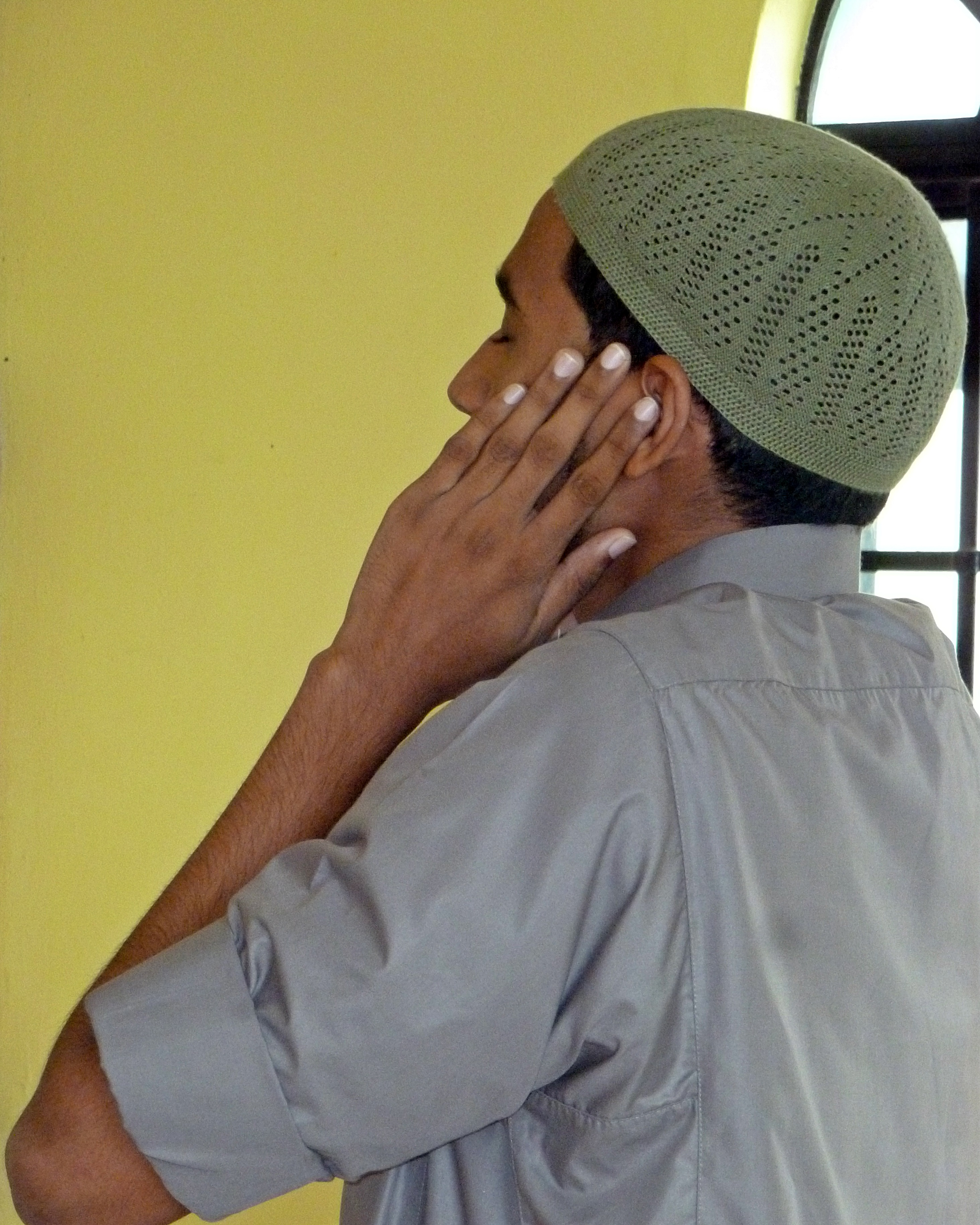
Ajisari llamando a la oración.

Un ajisari es aquel que despierta a otros para rezar y para acudir al banquete durante el Ramadán. Va de casa en casa golpeando su tambor con un palo y cantando a toda voz, por lo que también recibe el mismo nombre el género musical. Esto es puramente un deber religioso; es voluntario. Aunque el ajisari no espera ser compensado por los creyentes, él cree que Alá lo recompensará en el futuro.
El nombre proviene de la palabra árabe suhur, que denomina a las primeras comidas del día durante el mes santo de Ramadán. Se deletrea y pronuncia como sari en idioma yoruba. El ajisari casi siempre trabaja solo, lo que explica por qué a veces le llaman el "Guardabosques Solitario". A finales de los años 70, sin embargo, un grupo en Ibadán, The Twin Brothers' Ajisari Group, violó aquella exclusividad cuando ellos de repente surgieron de la nada con un grupo que tocaba música ajisari.